# 大兴镇 (凤台县)
大兴集乡，是中华人民共和国安徽省淮南市凤台县下辖的一个乡镇级行政单位。

## 行政区划
大兴集乡下辖以下地区：
大兴村、大刘村、赵王村、瓦房村、闫湖村、香山村、曙光村、界西村、界沟村、界东村、尚王村、后王村、苗圩村、武集村、银杏村和李庙村。